# جايسون لي (لاعب هوكي الحقل)
جايسون لي (بالإنجليزية: Jason Lee)‏ هو لاعب هوكي الحقل بريطاني، ولد في 21 مايو 1970 في Hayes, Hillingdon ‏ في المملكة المتحدة.

## وصلات خارجية
- جايسون لي على موقع أوليمبيديا (الإنجليزية)
- جايسون لي على موقع اللجنة الأولمبية البريطانية (الإنجليزية)